# ВЕС Стургайя
ВЕС Стургея (норв. Storheia) — вітрова електростанція, що споруджується в Центральній Норвегії (округ Сер-Тренделаг у регіоні Тренделаг) у межах проєкту Fosen Vind, який має включати шість ВЕС із загальною потужністю 1 ГВт.
Майданчик для станції обрано на північ від Тронгейму на півострові Фосен, за 5 км від селища Арнес в комуні Оф'юр (Офіорд). Можна відзначити, що ще північніше будують ВЕС Роан — ще одна вітроелектростанція, включена до першої черги проєкту Fosen Vind.
Підготовчі роботи по прокладанню доріг на місці майбутньої ВЕС розпочато у 2016 році, всього потрібно спорудити 62 км. У квітні 2017 року компанія Veidekke  приступить безпосередньо до будівельних робіт. Монтаж вітроагрегатів та запуск їх в експлуатацію очікується завершити у 2019 році.
ВЕС складатиметься з 80-ти вітрових турбін компанії Vestas одиничною потужністю 3,6 МВт. Загальна потужність станції становитиме 288 МВт, розрахункове середньорічне виробництво електроенергії — 1000 млн кВт·год.
Видача продукції відбуватиметься по ЛЕП напругою 132 кВ, яка зокрема буде заходити на підстанцію ЛЕП 420 кВ, що пролягає на схід від території ВЕС.